# Campeonato Mundial de Halterofilia de 2002
El LXXII Campeonato Mundial de Halterofilia se celebró en Varsovia (Polonia) entre el 18 y el 26 de noviembre de 2002 bajo la organización de la Federación Internacional de Halterofilia (IWF) y la Federación Polaca de Halterofila.
Participaron en total 285 halterófilos (170 hombres y 115 mujeres) de 50 federaciones nacionales afiliadas a la IWF.

## Medallistas

### Masculino
| Evento  | Oro                                              | Plata                                             | Bronce                                               |
| ------- | ------------------------------------------------ | ------------------------------------------------- | ---------------------------------------------------- |
| 56 kg   | Wu Meijin China 127,5 + 160,0 = 287,5            | Yang Chin-Yi China Taipéi 125,0 + 152,5 = 277,5   | Adrian Jigău · Rumania · 125,0 + 152,5 = 277,5       |
| 62 kg   | Im Yong-Su Corea del Norte 140,0 + 175,0 = 315,0 | Le Maosheng China 140,0 + 170,0 = 310,0           | Stefan Gueorguiev Bulgaria 137,5 + 172,5 = 310,0     |
| 69 kg   | Zhang Guozheng China 155,0 + 192,5 = 347,5       | Chen Chufu China 157,5 + 187,5 = 345,0            | Yusef Sbai Túnez 152,5 + 182,5 = 335,0               |
| 77 kg   | Gueorgui Markov Bulgaria 170,0 + 200,0 = 370,0   | Oleg Perepechonov · Rusia · 165,0 + 202,5 = 367,5 | Mohamad Barjah Irán 165,0 + 200,0 = 365,0            |
| 85 kg   | Zlatan Vanev Bulgaria 167,5 + 217,5 = 385,0      | Guiorgui Asanidze Georgia 177,5 + 207,5 = 385,0   | Ruslan Novikau · Bielorrusia · 172,5 + 207,5 = 380,0 |
| 94 kg   | Nizami Paşayev Azerbaiyán 177,5 + 215,0 = 392,5  | Milen Dobrev Bulgaria 175,0 + 212,5 = 387,5       | Oliver Caruso · Alemania · 180,0 + 207,5 = 387,5     |
| 105 kg  | Denys Hotfrid · Ucrania · 190,0 + 230,0 = 420,0  | Alan Tsagaev Bulgaria 185,0 + 232,5 = 417,5       | Vladimir Smorchkov · Rusia · 197,5 + 220,0 = 417,5   |
| +105 kg | Hosein Rezazadeh Irán 210,0 + 262,5 = 472,5      | Damian Damianov Bulgaria 205,0 + 245,0 = 450,0    | Artem Udachyn · Ucrania · 200,0 + 240,0 = 440,0      |

1. 1 2 3  Arrancada (kg) + dos tiempos (kg) = total olímpico (kg).

### Femenino
| Evento | Oro                                               | Plata                                              | Bronce                                              |
| ------ | ------------------------------------------------- | -------------------------------------------------- | --------------------------------------------------- |
| 48 kg  | Wang Mingjuan China 92,5 + 115,5 = 207,5          | Nurcan Taylan Turquía 87,5 + 105,0 = 192,5         | Izabela Dragneva Bulgaria 82,5 + 100,0 = 182,5      |
| 53 kg  | Ri Song-Hui Corea del Norte 97,5 + 127,5 = 225,0  | Li Xuejiu China 95,0 + 127,5 = 222,5               | Udomporn Polsak Tailandia 95,0 + 120,0 = 215,0      |
| 58 kg  | Song Zhijuan China 105,0 + 125,0 = 230,0          | Wandee Kameaim Tailandia 92,5 + 120,0 = 212,5      | Jarikleia Kastritsi · Grecia · 97,5 + 112,5 = 210,0 |
| 63 kg  | Liu Xia Macao 107,5 + 135,0 = 242,5               | Anastasía Tsakiri · Grecia · 105,0 + 136,0 = 240,0 | Guergana Kirilova Bulgaria 102,5 + 122,5 = 225,0    |
| 69 kg  | Pawina Thongsuk Tailandia 112,5 + 147,5 = 260,0   | Valentina Popova · Rusia · 115,0 + 142,5 = 257,5   | Nahla Mohamed · Egipto · 110,0 + 135,0 = 245,0      |
| 75 kg  | Svetlana Jabirova · Rusia · 117,5 + 145,0 = 262,5 | Sun Ruiping China 115,0 + 145,0 = 260,0            | Jristina Ioannidi · Grecia · 102,5 + 132,5 = 235,0  |
| +75 kg | Agata Wróbel · Polonia · 125,0 + 162,5 = 287,5    | Albina Jomich · Rusia · 132,5 + 150,0 = 282,5      | Tang Gonghong China 117,5 + 160,0 = 277,5           |

1. 1 2 3  Arrancada (kg) + dos tiempos (kg) = total olímpico (kg).

## Medallero
| Núm. | País            | Oro | Plata | Bronce | Total |
| ---- | --------------- | --- | ----- | ------ | ----- |
| 1    | China           | 4   | 4     | 1      | 9     |
| 2    | Bulgaria        | 2   | 3     | 3      | 8     |
| 3    | Corea del Norte | 2   | 0     | 0      | 2     |
| 4    | Rusia           | 1   | 3     | 1      | 5     |
| 5    | Tailandia       | 1   | 1     | 1      | 3     |
| 6    | Irán            | 1   | 0     | 1      | 2     |
| 6    | Ucrania         | 1   | 0     | 1      | 2     |
| 8    | Azerbaiyán      | 1   | 0     | 0      | 1     |
| 8    | Macao           | 1   | 0     | 0      | 1     |
| 8    | Polonia         | 1   | 0     | 0      | 1     |
| 11   | Grecia          | 0   | 1     | 2      | 3     |
| 12   | Georgia         | 0   | 1     | 0      | 1     |
| 12   | China Taipéi    | 0   | 1     | 0      | 1     |
| 12   | Turquía         | 0   | 1     | 0      | 1     |
| 15   | Alemania        | 0   | 0     | 1      | 1     |
| 15   | Bielorrusia     | 0   | 0     | 1      | 1     |
| 15   | Egipto          | 0   | 0     | 1      | 1     |
| 15   | Rumania         | 0   | 0     | 1      | 1     |
| 15   | Túnez           | 0   | 0     | 1      | 1     |
|      | TOTAL           | 15  | 15    | 15     | 45    |